# Roland Mittermeir
Roland Mittermeir (* 6. Juni 1950 in Wien; † 19. Juni 2014) war ein österreichischer Informatiker. 

## Leben
Mittermeir absolvierte eine Lehre als Industriekaufmann und kam in der Gehaltsstelle der Wiener Stadtwerke mit der Informatik in Kontakt. Er machte die Externistenmatura und studierte danach das damals neue Fach Informatik an der TU Wien, und an der Hochschule für Welthandel (heute Wirtschaftsuniversität Wien) Betriebswirtschaft. 1978 promovierte er zum Thema Leistungsdeterminanten von Forschungseinheiten, 1982 habilitierte sich Mittermeir für das Fach Angewandte Informatik an der TU Wien. 1984 wurde er als ordentlicher Universitätsprofessor an die Universität Klagenfurt berufen und war dort bis zu seiner Pensionierung im Oktober 2012 in verschiedenen Leitungsfunktionen tätig.
Ab 1984 wirkte Mittermeir federführend daran mit, das Informatikinstitut der Universität Klagenfurt aufzubauen, das bis im Jahr 2014 auf drei Institute und neun Professoren angewachsen ist. Dabei leistete er wesentliche Aufbauarbeit bei den Studien Angewandte Betriebswirtschaft und Informatik. Mittermeirs fachliche Schwerpunkte lagen in den Bereichen Requirements Engineering, Entwurf von Anwendungssystemen, Sprachentwurf und Systementwicklungsmethodologie. Bis zum 1. Oktober 1991 wirkte er als Vorstand des Instituts.
Mittermeir war wesentlich daran beteiligt, dass im Jahr 2000 das damals in Österreich neu erschaffene Lehramtsstudium für Informatik und Informatikmanagement an der Alpen-Adria-Universität Klagenfurt eingeführt wurde, und war danach der Schirmherr dieses Unterrichtsfaches. Er baute in seinem Institut eine Gruppe für den Bereich Fachdidaktik Informatik auf, was schlussendlich in ein, inneruniversitär vor allem von ihm vorangetriebenes, eigenständiges Institut für Informatikdidaktik mündete.
Darüber hinaus war Mittermeir auch maßgeblich an der Gründung des Regionalen Fachdidaktikzentrums für Informatik in Kärnten beteiligt und brachte sich dort als wissenschaftlicher Leiter sehr stark auch im IMST-Themenprogramm „Informatik kreativ unterrichten“ ein.
Im Jahr 2006 wurde Roland Mittermeir das österreichische Ehrenkreuz für Wissenschaft und Kunst I. Klasse verliehen. Im Jahr 2011 erhielt er die Ehrenmedaille der ETH Zürich „für herausragende Beiträge zur Schulinformatik“.